# Вікторія Шарлотта Ангальт-Бернбург-Шаумбург-Хоймська
Вікторія Шарлотта Ангальт-Бернбург-Шаумбург-Хоймська (нім. Viktoria Charlotte von Anhalt-Bernburg-Schaumburg-Hoym, 25 вересня 1715 — 4 лютого 1792) — принцеса Ангальт-Бернбург-Шаумбург-Хоймська з роду Асканіїв, донька князя Ангальт-Бернбург-Шаумбург-Хойму Віктора I та графині Ізенбург-Бірштайнської Шарлотти Луїзи, від 1732 року — дружина маркграфа Бранденбург-Байройту Фрідріха Крістіана. Роз'їхалися з чоловіком у 1739 році, розлучилися — 1764 року. Останні роки життя провела у скрутних умовах у Галле.

## Біографія
Народилась 25 вересня 1715 року у замку Шаумбург. Стала первістком у родині спадкоємного принца Ангальт-Бернбург-Шаумбург-Хоймського та графа Гольцаппелю Віктора та його першої дружини Шарлотти Луїзи Ізенбург-Бірштайнської, з'явившись на світ за десять місяців після їхнього весілля. Мала п'ятеро молодших суродженців, з яких дорослого віку досягли брати Крістіан, Карл Людвіг і Франц Адольф. Резиденцією сімейства був слугував замок Шаумбург на південь від Бальдуйнштайна, який голова родини успадкував 1707 року.
У 1727 році Віктор, після смерті батька, об'єднав його володіння зі своїми у князівство Ангальт-Бернбург-Шаумбург-Хойм.

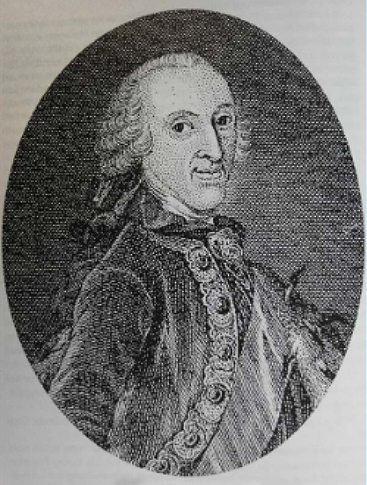
Портрет Фрідріха Крістіана

У 16 років Вікторія Шарлотта була видана заміж за 23-річного принца Бранденбург-Кульмбахського Фрідріха Крістіана. Весілля пройшло 26 квітня 1732 року у Шаумбурзі. Оселилися молодята у Новому замку міста Нойштадт-на-Айші. У подружжя народилося двоє доньок.
У 1739 році подружжя розійшлося через ревнощі Фрідріха Крістіана. За свідченнями, він застрелив молодого мисливця, якого знайшов у спальні дружини, за що на певний час був ув'язнений до фортеці Плассенбург. Вікторія Шарлотта втекла до Бернбургу.
У лютому 1763 року Фрідріх Крістіан успадкував маркграфство Бранденбург-Байройт від свого небожа Фрідріха III, який не залишив нащадків чоловічої статі. У 1764 році відбулося його офіційне розлучення з Вікторією Шарлоттою.
Маркграфиня останні роки мешкала у скруті в Галле. Померла 4 лютого 1792 року у Шаумбурзі. У 1806 році була похована у крипті Меландера Йоганнескірхе в Гольцаппелі.

## Родина
Чоловік —  Фрідріх Крістіан
Діти:
- Крістіана Софія Шарлотта (1733—1757) — дружина герцога Саксен-Гільдбурггаузену Ернста Фрідріха III, мала єдину доньку, що померла немовлям;
- Софія Магдалена (12 січня—23 липня 1737) — прожила півроку.